# Michail Sergejewitsch Schukow
Michail Sergejewitsch Schukow (russisch Михаил Сергеевич Жуков; * 3. Januar 1985 in Leningrad, Russische SFSR) ist ein russisch-schwedischer Eishockeyspieler, der seit Mai 2017 bei Torpedo Nischni Nowgorod in der Kontinentalen Hockey-Liga unter Vertrag steht. Er ist der Sohn von Sergei Schukow und Neffe von Andrei Schukow, die beide ebenfalls professionelle Eishockeyspieler waren.

## Karriere
Michail Schukow begann seine Karriere als Eishockeyspieler in Schweden, wo sein Vater bis 1997 als Eishockeyprofi aktiv war. Im Jahr 2000 nahm er mit der Regionalmannschaft Jämtland/Härjedalen am TV-Pucken Wettbewerb teil. Anschließend spielte er in der Jugend des schwedischen Vereins Mora IK, für die er in der Saison 2000/01 aktiv war. Danach spielte er zwei Spielzeiten lang für IFK Arboga IK in der HockeyAllsvenskan, ehe er im NHL Entry Draft 2003 in der dritten Runde als insgesamt 72. Spieler von den Edmonton Oilers ausgewählt wurde. Diese nahmen ihn allerdings nie unter Vertrag.

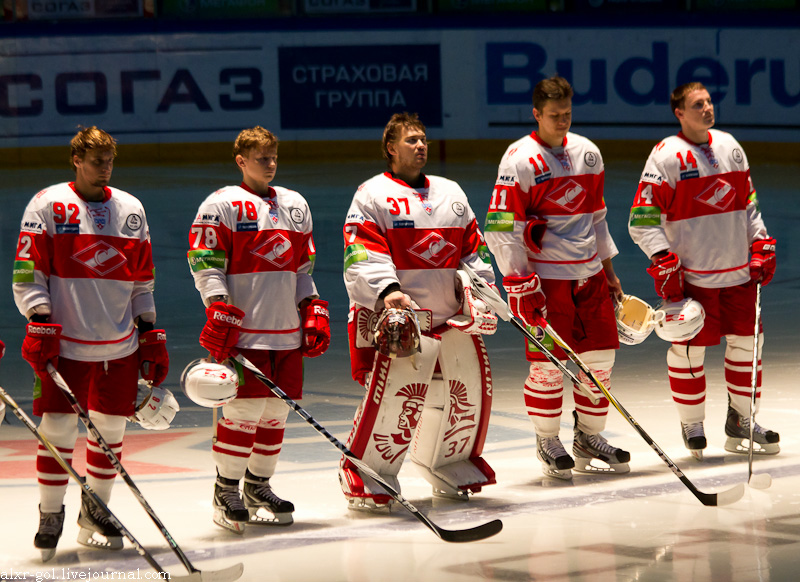
Michail Schukow (2.v.re.) im Trikot des HK Spartak Moskau

Nach einer weiteren Saison in der HockeyAllsvenskan beim VIK Västerås HK wechselte der Angreifer im Sommer 2004 zu Ak Bars Kasan in seine russische Heimat. Mit den Leoparden wurde er 2006 und 2009 Russischer Meister. Zudem gewann er 2007 den IIHF European Champions Cup und 2008 den IIHF Continental Cup. In der Saison 2004/05 absolvierte Schukow zudem einige Spiele für den HK Spartak Moskau in der Superliga.
Vor der Saison 2009/10 verließ Schukow den Ak Bars und wurde vom HK Lada Toljatti verpflichtet, für den er sechs Spiele absolvierte und Mitte Oktober 2009 zu Sewerstal Tscherepowez wechselte. Für Sewerstal spielte er bis Ende September 2010, ehe er über einen Kurzeinsatz beim SKA Sankt Petersburg, für den sein Vater über viele Jahre gespielt hatte, zum HK Spartak Moskau kam. Im November 2011 wechselte er zu Witjas Tschechow, verließ den Verein aber nach wenigen Spielen wieder und spielte ab Januar 2012 für den HK Awangard Omsk. Nach Saisonende kehrte er zu Spartak Moskau zurück.
Im Januar 2013 schickte ihn das Management des HK Spartak zunächst zum Partnerteam Buran Woronesch, ehe er Ende des Monats an den HK Jugra Chanty-Mansijsk abgegeben wurde.
Seit Mai 2014 steht er bei Neftechimik Nischnekamsk unter Vertrag.

## Erfolge und Auszeichnungen
- 2006 Russischer Meister mit Ak Bars Kasan
- 2007 IIHF-European-Champions-Cup-Gewinn mit Ak Bars Kasan
- 2008 IIHF-Continental-Cup-Gewinn mit Ak Bars Kasan
- 2009 Gagarin-Pokal-Gewinn mit Ak Bars Kasan

## KHL-Statistik
(Stand: Ende der Saison 2018/19)